# 尚書考異
《尚書考異》五卷，明代梅鷟著，是《古文尚書》辨偽的重要著作。
梅鷟是明代正德癸酉举人，曾任南京国子监助教。《古文尚书》之伪，從南宋吴棫、朱熹，及元代吴澄等人已經有所懷疑，但皆僅是私議，並無具體證據。梅鷟著《尚书考异》是第一部全面性抉發梅赜《古文尚书》之伪的專書，例如梅氏从地理方面考证“孔传”提到的地名是漢武帝以後才出现的名称，如积石山在汉昭帝时才置金城郡，孔传却说积石山在金城西南；瀍水出谷城县，到了晋朝才划入河南，孔传却说其出自河南北山。
但《尚书考异》考辨方式仍存在缺陷。程廷祚認為要考辨《古文尚书》之伪，重点應在於《古文尚書》是“来历不明”。梅鷟虽然抉發《古文尚书》有大量蹈袭之迹，但無法認定梅赜就是抄襲得來，也無法證明刘向、刘歆、班固所称之《古文尚书》就是真的“孔壁《古文尚书》”，要解決真偽問題，就必須知道究竟是誰抄襲誰。陳第曾作《尚書疏衍》駁斥梅鷟之說。阎若璩亦認為梅鷟對《尚书》证伪方式過於武断。梅氏最早指出《古文尚书·大禹谟》中的“人心惟危，道心惟微，惟精惟一，允执厥中”前三句實際上抄自《荀子》，閰氏著《尚书古文疏证》時沿用這個說法，但未引出處。
《尚书考异》在明代只有传抄本，并未刻印。國立故宮博物院藏有《尚书考异》旧抄本两册，书后附一册明韩邦奇《洪范图解》。